# Sancha van Castilië (Navarra)
Sancha van Castilië (1137 - 1179) was als echtgenote van Sancho VI van Navarra koningin van Navarra.
Sancha was de dochter van koning Alfons VII van Castilië en Berengaria van Barcelona, een dochter van Raymond Berengarius III van Barcelona. Op 2 juni 1157 huwde ze met koning Sancho VI van Navarra.
Hun kinderen waren:
Sancho VII van Navarra (1154-1234)
Ferdinand
Ramiro (-1228), bisschop van Pamplona
Berengaria (1163-1231), in 1191 gehuwd met Richard I van Engeland (1157-1199)
Constance
Blanca (-1229), op 1 juli 1199 gehuwd met graaf Theobald III van Champagne (1176-1204).